# Bergkarabach
Bergkarabach (armenisch Լեռնային Ղարաբաղ Lernajin Gharabagh, wissenschaftliche Transliteration Leṙnayin Łarabał; aserbaidschanisch Dağlıq Qarabağ oder Yuxarı Qarabağ, „gebirgiger schwarzer Garten“ oder „oberer schwarzer Garten“; auch Berg-Karabach) ist eine bis zu deren Flucht im September 2023 mehrheitlich von Armeniern bewohnte Region im Südosten des Kleinen Kaukasus. Gebräuchlich ist außerdem die Transkription der russischen Bezeichnung Нагорный Карабах, Nagorny Karabach. Sie ist Teil der größeren Region Karabach und umfasst deren mittleren, gebirgigen Teil, dominiert vom Karabachgebirge und dem Karabach-Hochland.
Die Region ist zwischen Armenien und Aserbaidschan umstritten, der Bergkarabachkonflikt dauert noch immer an. Als politischer Begriff wird Bergkarabach oft mit dem ehemaligen Autonomen Gebiet Bergkarabach innerhalb der früheren Aserbaidschanischen SSR und mit dem daraus entstandenen De-facto-Regime der Republik Arzach gleichgesetzt, das unter anderem nach Ansicht der Vereinten Nationen und des Europarates weiterhin Teil des Staatsgebietes Aserbaidschans ist. Nach dem Zerfall der Sowjetunion 1991 eskalierte der Konflikt zu einem Krieg, sodass ab Ende 1994 Bergkarabach und angrenzende Gebiete zu einem großen Teil von Armeniern kontrolliert wurden. Ab dem Krieg um Bergkarabach 2020 wurden größere Gebiete der Region wieder von Aserbaidschan kontrolliert. Seit September 2023 hat Aserbaidschan die alleinige Kontrolle über Bergkarabach.

## Namen
Die Bezeichnung leitet sich vom Namen der größeren Region Karabach ab. Diese setzt sich aus ursprünglich persischen und türkischen Wortbestandteilen zusammen, so bedeutet im Aserbaidschanischen qara „schwarz“ und bağ „Garten“ (von persisch باغ, DMG bāġ), zusammen bedeuten sie „schwarzer Garten“. Die Armenier nutzen für Bergkarabach vor allem die Bezeichnung Arzach (armenisch Արցախ', in wissenschaftlicher Transliteration Arc‘ax, in englischer Transkription Artsakh), die sich historisch auf die Provinz Arzach des antiken armenischen Königreiches der Artaxiden und das mittelalterliche Königreich Arzach bezieht.

## Geographie

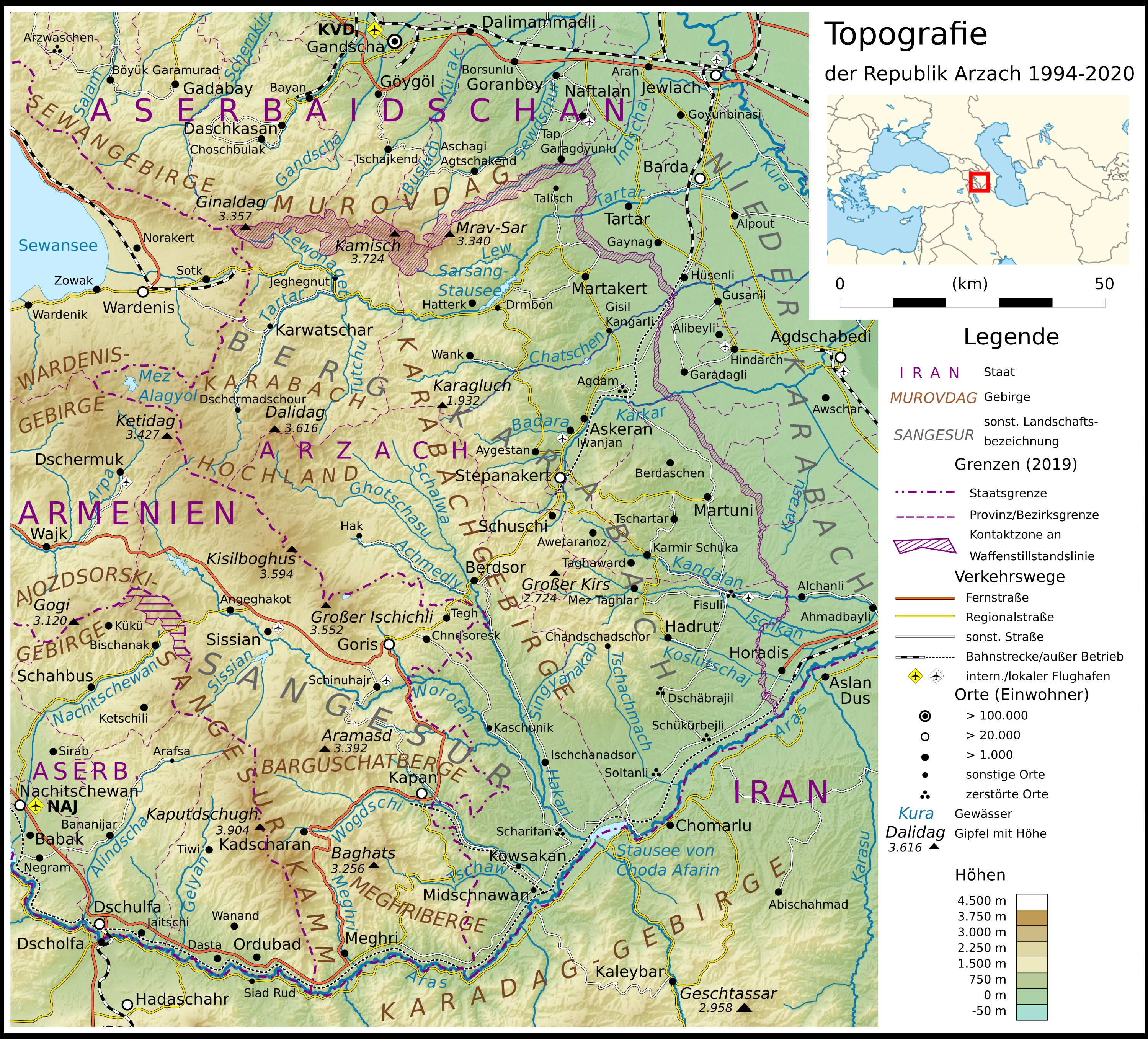
Topographische Karte von Karabach mit Bergkarabach in der Mitte, aus der Zeit bis 2020

Die Region liegt in der Großregion Karabach, die sich zwischen den Flüssen Kura und Aras erstreckt. Während das nordöstlich benachbarte Niederkarabach in den Ebenen der Kura in der Kura-Aras-Niederung liegt, umfasst Bergkarabach die daran anschließenden Ausläufer des Kleinen Kaukasus, insbesondere das Karabachgebirge und das Karabach-Hochland sowie im Norden den Gebirgszug Murovdağ. In diesem befindet sich mit dem 3724 Meter hohen Gamış dağı auch die höchste Erhebung. Im Süden wird die Region vom Aras begrenzt, der hier auch die Staatsgrenze zum Iran bildet. Im Westen schließt sich die Region Sangesur beziehungsweise Sjunik an. Die Region ist nicht genau abgegrenzt. In jüngerer Zeit wird sie oft mit der ehemaligen Autonomen Oblast Bergkarabach innerhalb der früheren Aserbaidschanischen SSR identifiziert, die sich jedoch nur in einem Teil des Karabach-Gebirges erstreckte. Das Autonomiegebiet umfasste 4400 Quadratkilometer.
Bergkarabach fällt nach Osten zur Kuraniederung sowie nach Süden zum Aras hin ab, fast alle Flüsse fließen von Westen nach Osten oder nach Süden. Die größten Flüsse sind der Hakari, der in den Aras mündet, sowie die durch Niederkarabach in den Kura abfließenden Tartar und Chatschen. Im Laufe der Jahrtausende entstanden an diesen Wasserläufen dabei Canyons. Der größte See ist der Sarsang-Stausee am Tartar. Die größte Stadt in der Region ist mit über 50.000 Einwohnern Stepanakert, das auch Hauptstadt der Republik Arzach ist. Alle anderen Orte sind mit höchstens einigen tausend Einwohnern deutlich kleiner. Historisch bedeutsam als frühere Hauptstadt des Khanats Karabach ist Schuscha (armenisch Շուշի Schuschi), das wegen des Bergkarabachkonflikts jedoch einen großen Teil seiner Bevölkerung verloren hat.
Die Landschaft wechselt von Steppe in den tieferliegenden Tälern und Ebenen über dichte Eichen- und Buchenwälder zu Birkenwäldern und alpinen Wiesen in den höheren Lagen. Die jährliche Durchschnittstemperatur beträgt 11 Grad Celsius.

## Geschichte

### Bis ins 19.Jahrhundert

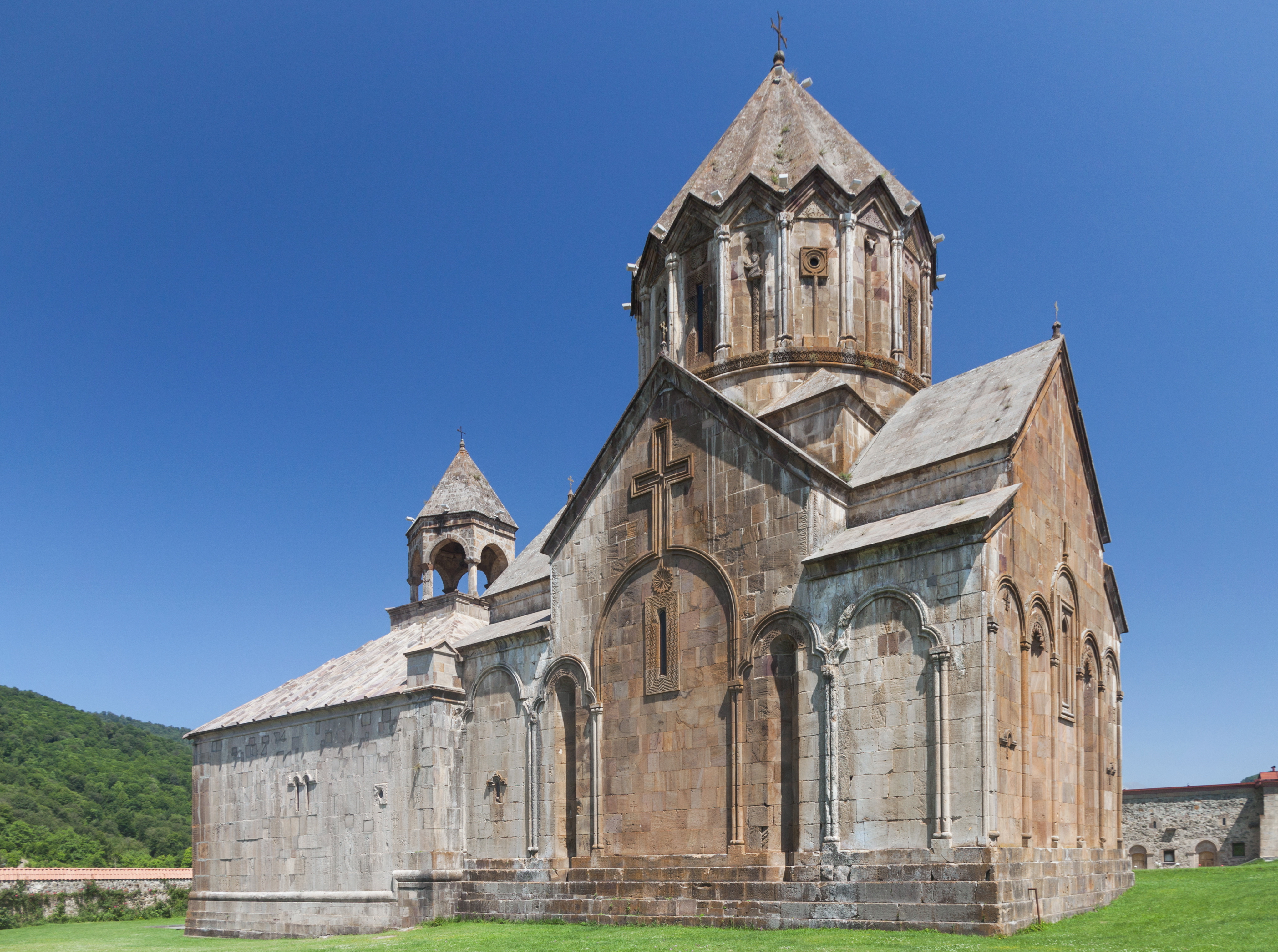
Das Kloster Gandsassar, 1240 fertiggestellt, 1400 bis 1816 Sitz des Katholikos von Albania

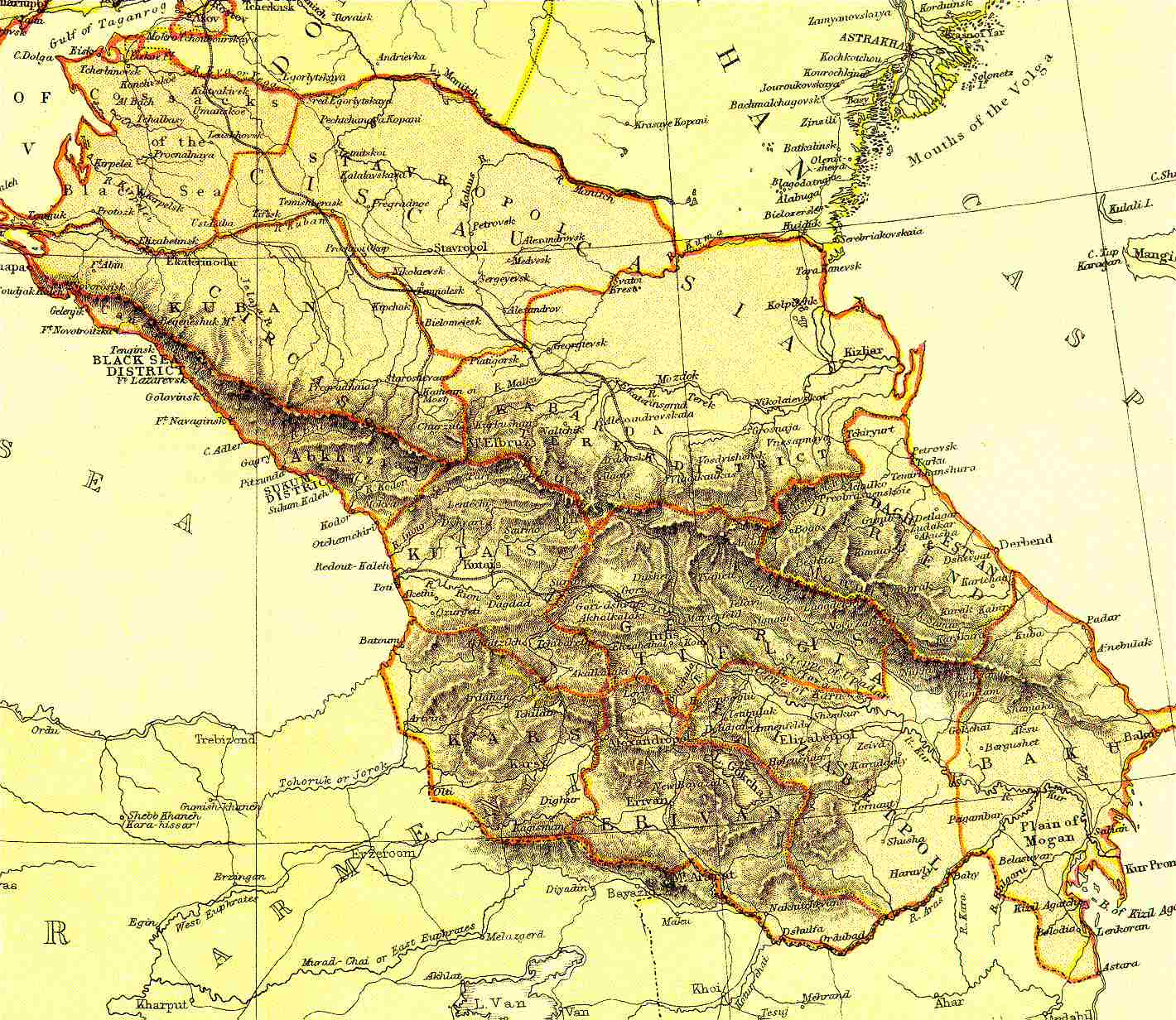
Grenzen im Jahr 1882

Das Gebiet von Bergkarabach war in der Antike oft Teil Armeniens, mehrfach aber auch des benachbarten Albania im heutigen Aserbaidschan oder bildete das Grenzland beider Staaten. Im 4. Jahrhundert wurde das Christentum in beiden Ländern Staatsreligion. Nach armenischer Auffassung war Bergkarabach mindestens ab dem Mittelalter mehrheitlich armenisch besiedelt. Infolge der arabischen Besetzung im 8. Jahrhundert stand die Region unter der Kontrolle verschiedener, vorwiegend muslimischer Völker, von Kurden, Arabern, Persern und ins Niederkarabach zugewanderten Turk-Stämmen. Spätestens mit der Landnahme der Seldschuken im 11. Jahrhundert stellten die dem islamischen Kulturkreis zugehörigen Ethnien die Bevölkerungsmehrheit in der Großregion. In Bergkarabach gab es dagegen durch die Fürstentümer der Meliks eine starke armenische Präsenz, wobei vom 12. bis zum 15. Jahrhundert die armenischen Fürsten des Hauses Hassan-Dschalaljan vom Fürstentum Chatschen über das Gebiet herrschten und 1216 das Kloster Gandsassar als Sitz des Katholikats von Aghwank (Albanien) der Armenischen Apostolischen Kirche gründeten.
Bis ins 18. Jahrhundert konnten sich lokale armenische Fürstentümer halten: die Fünf Fürstentümer von Karabach, die als Vasallen wechselnder Reiche regierten. Unter der Dynastie der Safawiden (1501–1736) waren die Fürsten Vasallen der persischen Schahs und zeitweise dem Khan von Gandscha unterstellt. Im ausgehenden 16. Jahrhundert übernahmen zeitweise die Osmanen die Vorherrschaft, wurden aber im 17. Jahrhundert in mehreren Kriegen vom Persischen Reich erfolgreich zurückgedrängt. Mit dem Zerfall der Zentralmacht der Safawiden im 18. Jahrhundert machte sich das benachbarte Khanat Karabach unabhängig, unterwarf daraufhin die armenischen Fürsten und gliederte sie 1750 in das Khanat ein. 1805 unterstellte sich der Khan von Karabach dem Russischen Reich. 1813 trat Persien im Vertrag von Golestan Karabach und andere Khanate an Russland ab, wobei Karabach Teil des Gouvernements Elisawetpol wurde.

### Im 20. und 21. Jahrhundert
Nach der Oktoberrevolution von 1917 erhoben sowohl Armenier als auch Aserbaidschaner Anspruch auf Bergkarabach. Um das Gebiet kam es zu heftigen kriegerischen Auseinandersetzungen zwischen der Demokratischen Republik Armenien und der Demokratischen Republik Aserbaidschan, nachdem der gemeinsame Staatenbund zerfallen war. Nach der Eroberung durch die Rote Armee entschied das Zentralkomitee der Kommunistischen Partei Russlands im Juli 1921, das Gebiet von Bergkarabach aufzuteilen und den Kernteil davon als sogenannte Autonome Oblast Bergkarabach und den Rest unmittelbar an die Aserbaidschanische SSR einzugliedern, was 1923 umgesetzt wurde. Bis 1929 gehörte ein anderer Teil Bergkarabachs zum Roten Kurdistan, einer autonomen Provinz. In den 1960er Jahren kam es erneut zu vereinzelten Unruhen. Die Armenier fühlten sich diskriminiert und waren besorgt, weil ihr Anteil an der Bevölkerung in Bergkarabach langsam, aber stetig abnahm (1926: 93,5 Prozent, 1989: 73,5 Prozent).
1988 eskalierte der Konflikt. Es gab Massendemonstrationen in Armenien sowie Schießereien mit mehreren hundert Toten und Pogrome in Aserbaidschan. In der Folge kam es zu beidseitigen Ausweisungswellen und Flucht der jeweiligen Minderheit. Im September 1991 erklärte die Republik Bergkarabach ihre Unabhängigkeit, im November schaffte daraufhin Aserbaidschan den autonomen Status der Region ab. Ab 1992 kam es nach dem Massaker von Chodschali, dem Massaker von Maraga und mit einer Gegenoffensive der Armee Bergkarabachs zu verstärkter Gewaltanwendung von beiden Seiten, ab 1993 beteiligte sich Armenien mit eigenen Verbänden am Konflikt. Beim Waffenstillstand 1994 kontrollierten Armenier einen Großteil des von der Republik Bergkarabach beanspruchten Gebiets und eine Pufferzone zu Aserbaidschan. Die Unabhängigkeit Bergkarabachs wird international nicht anerkannt. Nach 1994 gab es mehrere gescheiterte Vermittlungsversuche sowie wiederholt Kampfhandlungen. Nach Gefechten im Sommer 2020 kam es Ende September zu einem erneuten Krieg. Am 9. November 2020 unterzeichneten beide Konfliktparteien eine erneute Waffenruhevereinbarung unter Vermittlung Russlands. Durch die aserbaidschanische Offensive hatte die Republik Arzach ein Drittel ihres Gebietes verloren, darunter auch früher zur Autonomen Oblast zählende, traditionell armenische Siedlungen und Städte wie Hadrut. In Folge des Waffenstillstands musste Arzach ein weiteres Drittel seines Gebiets, das die frühere Oblast umgab, an aserbaidschanische Kontrolle abgeben.
Ab dem Sommer 2023 war der Latschin-Korridor gesperrt, und Nahrungsmittel und Medikamente kamen nicht mehr nach Bergkarabach. Deswegen breitete sich eine Hungersnot in Bergkarabach aus. Die armenische Regierung versuchte über den Europarat oder den UN-Sicherheitsrat auf das Thema aufmerksam zu machen, jedoch konnte sich die internationale Staatengemeinschaft nicht auf ein gemeinsames Vorgehen verständigen.
Im September 2023 eroberte Aserbaidschan Bergkarabach vollständig, was zur Flucht der Armenier führte.

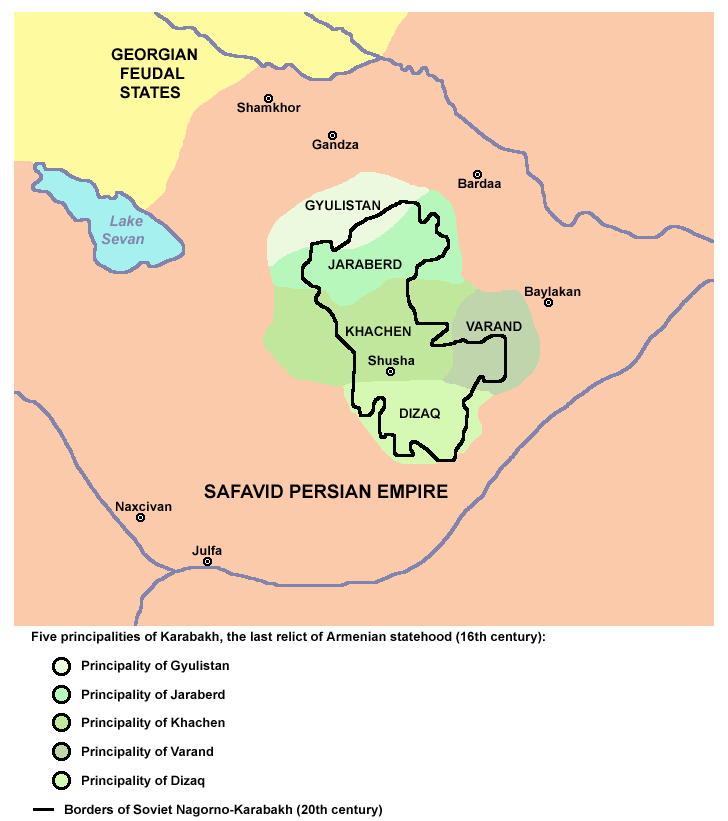
Die Fünf Fürstentümer von Karabach im 16. Jh.
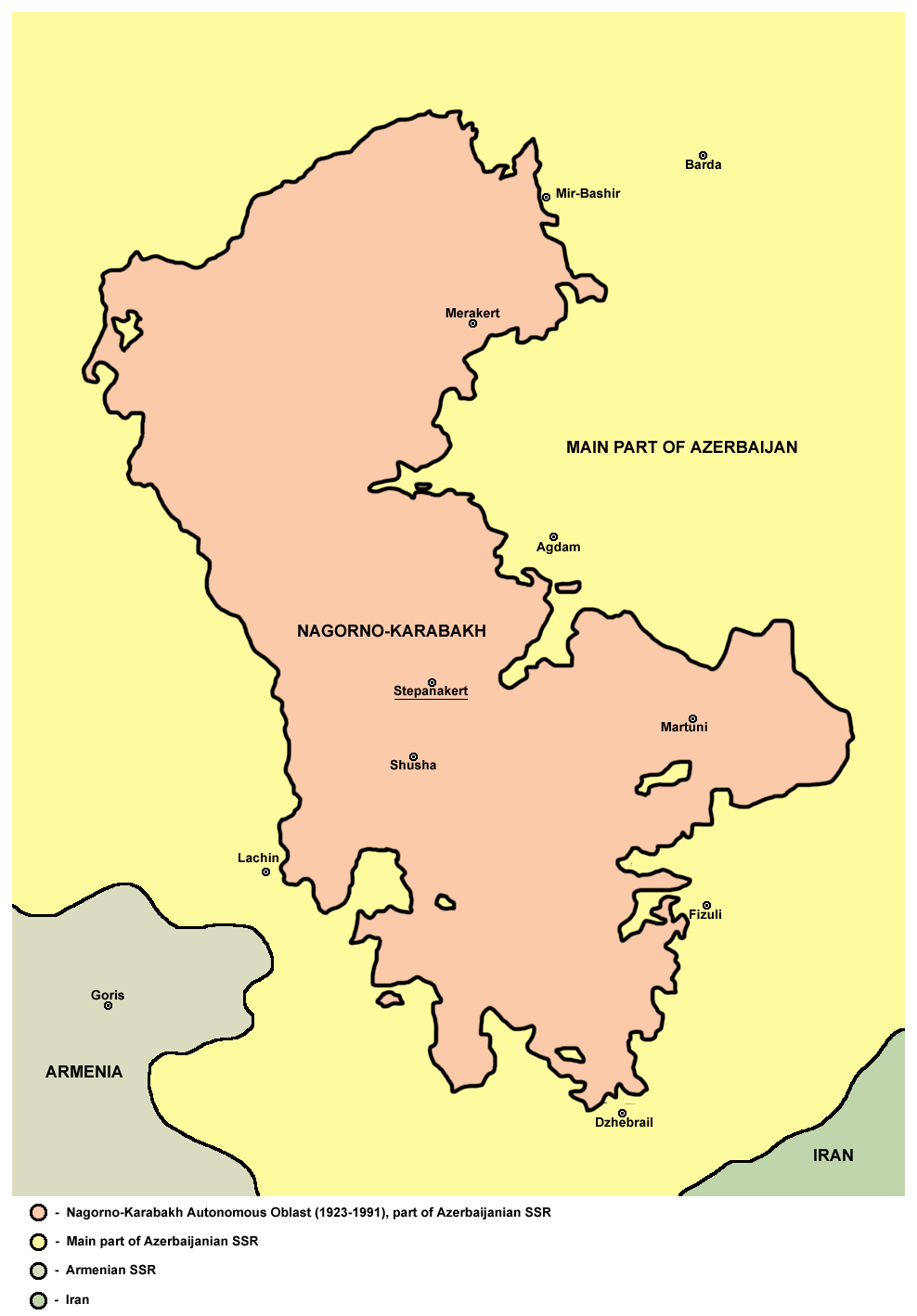
Die Autonome Oblast Bergkarabach, 1923–1991
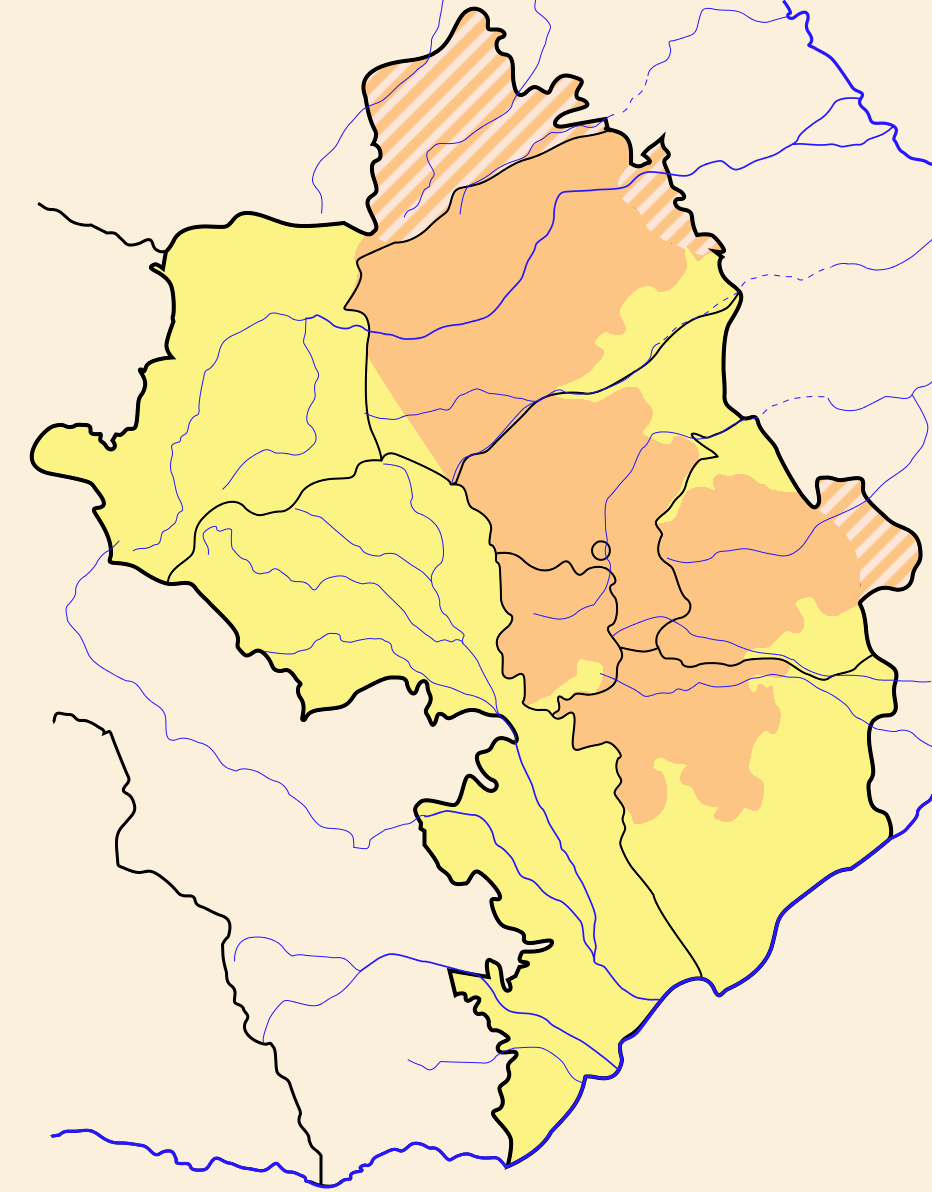
Republik Arzach von 1994 bis 2020 orange: Bergkarabach, wie es sich 1991 für unabhängig erklärt hat gelb: Andere besetzte Gebiete Aserbaidschans gelb-orange schraffiert: Von Bergkarabach beanspruchte Gebiete unter aserbaidschanischer Kontrolle